# Велоэргометрия
Велоэргометрия (ВЭМ) — диагностический метод электрокардиографического исследования для выявления латентной (скрытой) коронарной недостаточности и определения индивидуальной толерантности к физической нагрузке с применением возрастающей ступенчатой физической нагрузки, выполняемой исследуемым на велоэргометре.
В основе данного метода лежит тот факт, что ишемия миокарда, возникающая при физической нагрузке у лиц страдающих ИБС, сопровождается характерными изменениями на ЭКГ (депрессией или элевацией сегмента ST, изменениями зубцов Т и/или R, нарушениями сердечной проводимости и/или возбудимости, связанными с физической нагрузкой).

Велоэргометрия относится к пробам с дозированной физической нагрузкой, среди которых известны также степ-тест и тредмил. При выполнение степ-теста обследуемый поочерёдно наступает на две ступеньки, высотой 22,5 см. Проба на тредмиле представляет собой бег на движущейся дорожке с меняющимся углом уклона.

## Оборудование

### Велоэргометр
Велоэргометр представляет собой особый вид велотренажера или беговой дорожки, который, в отличие от последнего, способен точно дозировать нагрузку.
Различают велоэргометры с механической и электрической тормозной системой.
- В случае механической тормозной системы нагрузка регулируется силой трения кожаного ремня, который прижат к наружной поверхности колеса велосипеда или системой тормозных колодок. При выполнении пробы на таком велоэргометре необходимо соблюдать скорость вращения педалей — 60 оборотов в минуту, так как при увеличении скорости увеличивается мощность выполняемой нагрузки, а при снижении скорости — мощность снижается.
- В велоэргометрах с электрической тормозной системой торможение обеспечивается перемещением в электромагнитном поле проводника (металлическая полоса на наружной части колеса). При работе на таком велоэргометре, скорость вращения может варьировать в пределах от 30 до 70 оборотов в минуту, при этом мощность нагрузки будет постоянной[1].

Велоэргометр более дешев, занимает меньше пространства, при работе на нём меньше шума, чем при использовании беговой дорожки. Также при работе на нём, в отличие от беговой дорожки движения верхней половины тела менее выражены, что облегчает запись ЭКГ и контроль АД.

### Методика снятия ЭКГ и контроля АД
Запись ЭКГ ведётся в 12 отведениях (модифицированные отведения Mason-Likar). Электроды на руках располагают ближе к плечам (или на область ключиц), а электроды, которые обычно располагают на ногах, помещают на область подвздошных костей или в поясничной области, возможна также их фиксация на спину в области лопаток (что удобно для фиксирования многоразовых электродов).
Необходимо до начала теста записать ЭКГ больного в покое лежа на спине.
Расположение электродов должно быть указано в заключении.
При компьютерной обработке ЭКГ есть возможность провести быстрый динамический анализ степени депрессии сегмента ST (ST-level), площади (ST-integral), наклона ST (ST slope), индекса ST/ЧСС и т. д.
При измерении АД автоматизированными устройствами следует ожидать погрешностей при измерении ДАД, а также погрешностей, связанных с движением, поэтому рекомендуется перепроверять показания АД мануальным методом, а при регистрации патологической реакции АД, оно должно перепроверяться вторым сотрудником, проводящим тестирование.

## Показания к проведению исследования

### Диагностика ишемической болезни сердца
- Класс I (проведение теста обязательно): взрослые лица (включая пациентов с исходной полной блокадой правой ножки пучка Гиса на ЭКГ покоя или исходной депрессией сегмента ST менее 1 мм) со средней предтестовой вероятностью ИБС, рассчитанной с учётом пола, возраста и клинических симптомов;
- Класс IIА (проведение теста необязательно, но информативно): стенокардия Принцметала;
- Класс IIB (проведение теста необязательно, но информативно): пациенты с высокой вероятностью ИБС, рассчитанной на основании пола, возраста и клинических симптомов. Пациенты с низкой вероятностью ИБС, рассчитанной на основании пола, возраста и клинических симптомов. Принимающие дигоксин пациенты с исходной депрессией сегмента ST менее 1 мм. Пациенты с ЭКГ-признаками гипертрофии левого желудочка при исходной депрессии сегмента ST менее 1 мм
- Класс III (проведение теста необязательно и неинформативно):

— синдром предвозбуждения (WPW-синдром);
— ритм постоянного желудочкового кардиостимулятора;
— исходная депрессия ST на 1 мм и более;
— полная блокада левой ножки пучка Гиса.
Пациенты с доказанной ИБС (документированным инфарктом миокарда, или предшествующей коронарографией, подтверждающей наличие значимого сужения коронарных сосудов). Тестирование у этих пациентов может проводиться с целью стратификации риска и оценки прогноза.

### Диагностика при нарушениях ритма
- Класс I (проведение теста обязательно):

Идентификация соответствующих параметров настройки у пациентов с частотно-адаптивными кардиостимуляторами.
Оценка врождённой полной атрио-вентрикулярной блокады у пациентов, планирующих увеличить двигательную активность или участвующих в соревновательных видах спорта (Уровень доказательности: С)
- Класс IIА (проведение теста необязательно, но информативно):

Оценка пациентов с аритмией, предположительно провоцирующейся физической нагрузкой.
Оценка эффективности медикаментозной, хирургической или абляционной терапии у пациентов с нагрузочно-индуцируемой аритмией (включая фибрилляцию предсердий).
- Класс IIB (проведение теста необязательно, но информативно):

Оценка одиночных желудочковых экстрасистол у пациентов среднего возраста без других симптомов наличия ИБС.
Оценка атриовентрикулярной блокады 1 степени или 2 степени первого типа (периоды Венкебаха), блокады правой ножки пучка Гиса, блокады левой ножки пучка Гиса или одиночной экстрасистолии у молодых пациентов, планирующих участие в соревновательных видах спорта (Уровень доказательности: С).
- Класс III (проведение теста необязательно и неинформативно): рутинное обследование молодых пациентов с одиночными экстрасистолами[3][5][6].

### Нагрузочное тестирование при клапанных пороках сердца
- Класс I (проведение теста обязательно): для оценки функциональных возможностей у больных с хронической аортальной регургитацией с сомнительными симптомами в анамнезе.
- Класс IIА (проведение теста необязательно, но информативно): у пациентов с хронической аортальной регургитацией, планирующих заниматься спортом для оценки функциональных возможностей; перед планируемым протезированием клапанов у больных с хронической ауортальной регургитацией и дисфункцией левого желудочка с безсимптомным или малосимптомным течением.
- Класс IIВ (проведение теста необязательно, менее информативно): у больных с клапанными пороками сердца для оценки функциональных возможностей.
- Класс III (проведение теста необязательно и неинформативно): для диагностики ИБС у больных с пороками сердца без выраженной симптоматики пороков или при возникновении на ЭКГ в покое признаков перевозбуждения, депрессии сегмента ST > 1 мм, полной блокады левой ножки пучка Гиса[3].

### Нагрузочное тестирование лиц после инфаркта миокарда
- Класс I (метод информативен): перед выпиской для определения уровня допустимых физических нагрузок, оценки эффективности медикаментозного лечения и прогноза и проведения реабилитации (субмаксимальную нагрузочную пробу можно проводить через 4 — 6 суток после инфаркта миокарда, максимальную нагрузочную пробу проводят через 3 — 6 недель после инфаркта миокарда (после выписки).
- Класс IIA (метод скорее информативен, чем нет): после выписки для определения допустимого уровня физических нагрузок или после реваскуляризации для проведения реабилитации.
- Класс IIB (информативность подлежит сомнению): при следующих исходных изменения на ЭКГ: полная блокада левой ножки пучка Гиса, синдром WPW, гипертрофия левого желудочка, признаки насыщения дигоксином, желудочковая элетрокардиостимуляция, исходная депрессия ST более 1 мм.
- Класс III (неинформативен или даже вреден): тяжёлые сопутствующие заболевания, укорачивающие продолжительность жизни или препятствующие реваскуляризации миокарда, декомпенсированная сердечная недостаточность, аритмии и внесердечные заболевания, приводящие к ограничению физической активности[3].

## Противопоказания

### Абсолютные
- Острый инфаркт миокарда (по разным источникам ВЭМ противопоказана от 2 суток[3] до 14 дней при неосложненном и до 3 недель при осложненном).
- Нестабильная стенокардия
- Аритмии, не поддающиеся медикаментозной коррекции с нарушением гемодинамики
- Клинически значимый аортальный стеноз
- Тяжёлая сердечная недостаточность, не поддающаяся медикаментозной коррекции
- Тромбоэмболия лёгочной артерии или инфаркт лёгкого
- Подозрение на расслаивающую аневризму аорты
- Миокардит, перикардит, эндокардит или подозрение на их наличие
- Тяжёлые инфекции, почечная недостаточность, тиреотоксикоз, лихорадочные состояния[7] и другие тяжёлые заболевания, которые могут повлиять на выполнение пробы или обостриться на фоне её проведения
- Психические заболевания, делающие невозможным выполнение пробы

### Относительные
- Стеноз ствола левой коронарной артерии или эквивалентное ему поражение
- Клапанные пороки сердца с умеренной степенью стенозирования
- Повышение систолического артериального давления до 200 мм рт. ст. или диастолического артериального давления до 110 мм. рт. ст.
- Гипокалиемия, гипомагниемия и др. электролитные нарушения
- Неадаптивная электрокардиостимуляция
- Атриовентрикулярная блокада II степени и выше
- Желудочковая экстрасистолия с частыми, парными экстрасистолами
- Аневризма левого желудочка
- Сахарный диабет, тиреотоксикоз, гипотиреоз и т. д. в стадии декомпенсации[8]
- ВИЧ, гепатит и другие хронические инфекции
- Болезни опорно-двигательного аппарата, коллагенозы, неврологические заболевания, при которых физическая нагрузка может привести к обострению
- Поздние сроки беременности и её осложения
- Гипертрофическая кардиомиопатия и другие заболевания, приводящие к обструкции выносящего тракта желудочков
- Психические заболевания, затрудняющие проведение пробы

К противопоказаниям по мнению отечественных авторов следует отнести миопию высокой степени, склонность к обморокам, варикозное расширение вен и тромбофлебит.

## Предсказательная ценность результата пробы
В основе ЭКГ пробы с физической нагрузкой лежит тот факт, что возникшая при физической нагрузке ишемия миокарда сопровождается снижением сегмента ST ниже изолинии.
Чувствительность и специфичность пробы зависит от правильного подбора больных для исследования.
Теорема Байеса утверждает, что предсказательная ценность результата пробы для больного зависит от априорной вероятности заболевания — чем она выше, тем выше вероятность того, что положительная проба не будет ложноположительной.

 Априорная вероятность ИБС в зависимости от возраста, пола и жалоб
| Возраст | Пол             | Типичная стенокардия | Нетипичная стенокардия | Боль в груди, не похожая на стенокардию | Нет боли в груди    |
| ------- | --------------- | -------------------- | ---------------------- | --------------------------------------- | ------------------- |
| 30-39   | мужской женский | средняя              | средняя очень низкая   | низкая очень низкая                     | очень низкая        |
| 40-49   | мужской женский | высокая средняя      | средняя низкая         | средняя очень низкая                    | низкая очень низкая |
| 50-59   | мужской женский | высокая средняя      | средняя                | средняя низкая                          | низкая очень низкая |
| 60-69   | мужской женский | высокая              | средняя                | средняя                                 | низкая низкая       |

## Подготовка больного

### Рекомендации по медикаментозным препаратам
Вопрос об отмене лекарственных средств, влияющих на сердечно-сосудистую систему решается с лечащим врачом. Если их отмена не была произведена, то названия, дозы и кратность приёма лекарственных средств должны быть указаны в заключении.
- Нужно учитывать, что отмена антиангинальных средств значительно повышает чувствительность пробы. В то же время резкая отмена их (например β-блокаторов может вызвать рикошетную тахикардию. Чтобы этого не произошло следует отменять данные препараты постепенно в течение нескольких дней.
- Дигоксин и другие сердечные гликозиды отменяют за две недели, так как он затрудняет интерпретацию результатов пробы.
- Антагонисты кальция, нитраты и В-блокаторы отменяют не менее чем за 48 часов / или 5 периодов полувыведения согласно инструкции.
- Дозу клофелина необходимо снижать в течение недели с отменой за 24 часа до пробы.

Приём нитроглицерина короткого действия допускается за 3 часа до пробы.
- Полностью отменять гипотензивную терапию нельзя, иначе это спровоцирует гипертонический криз и может явиться причиной отмены процедуры. Иногда накануне проведения теста при недостаточном снижении Ад оставшимися гипотензивными препаратами возможен прием Каптоприла 8 мг или Моксонидина 0,2 мг под язык.
- Антикоагулянты и противодиабетические лекарственные средства не отменяются[9].

### Рекомендации по режиму больного
- Не рекомендуется есть, курить, пить кофе и алкоголь за 3 часа до пробы
- В день исследования должны отсутствовать физические нагрузки
- Проведение пробы рекомендуется в удобной для физических упражнений одежде и обуви
- Больной должен позаботится, чтобы после проведения пробы его отвезли домой родственники (если больной амбулаторный)
- С собой иметь список принимаемых препаратов

## Выбор протокола нагрузки
Протоколы отличаются по типам нарастания нагрузки (непрерывная и ступенчатая) и наличию или отсутствию пауз отдыха (прерывистые).
Рекомендуется выбирать такой протокол теста, при котором планируемый критерий прекращения достигается за 8 — 12 минут работы.
Такое время с одной стороны позволяет оценить адекватность гемодинамических параметров и обеспечить преимущественно аэробный характер нагрузки с другой стороны.
При выборе максимально подходящего протокола для пациентов с сердечно-сосудистыми заболеваниями можно использовать Индекс Активности Университета Дюка
Однако в последние годы всё чаще используют «рэмп»-протоколы, при которых нагрузка возрастает каждые 20, 15 или 12 секунд на 5 Вт, то есть на 15, 20, 25 Вт/мин. Достоинством этого метода является то, что большинство лиц при его использовании достигают прекращения нагрузки за оптимальное время.

## Расчет нагрузки
- Способ расчета максимальной ЧСС можно использовать следующий (упрощенный): 220 — возраст пациента в годах = ЧСС в минуту. Зарубежные руководства не рекомендуют использовать максимальную ЧСС в качестве критерия для прекращения нагрузки. Максимальным считают такой тест, при котором пациентом достигнуто максимальное утомление или появляются симптомы, требующие прекращения нагрузки.
- При проведения субмаксимальной нагрузочной пробы, критерием прекращения нагрузки будет достижение субмаксимальной ЧСС, которая рассчитывается по формуле Г. М. Яковлева: ЧСС = ЧСС в покое + К (215-возраст-ЧСС в покое). К — коэффициент поправки, он составляет 0,9 для спортсменов, 0,8 для здоровых, 0,7 для больных, 0,6 для перенёсших ИМ.

## Критерии прекращения нагрузки

### Абсолютные
- Снижение систолического артериального давления на 10 мм рт. ст. и более от исходного, несмотря на увеличение нагрузки, в сочетании с другими признаками ишемии
- Появление или усиление стенокардитической боли средней и выраженной интенсивности
- Нарушение координации, головокружение, предсинкопэ и другие неврологические нарушения
- Бледность кожных покровов, цианоз (признаки гипоперфузии)
- Технические трудности мониторирования систолического артериального давления или ЭКГ
- Устойчивая желудочковая тахикардия
- Подъём ST на 1 мм и более (кроме V1 и aVR)
- Депрессия сегмента ST >= 4 мм

### Относительные
- Снижение САД на 10 мм и более от исходного, если нет других признаков ишемии
- Горизонтальная или косонисходящая депрессия ST более 2 мм; изменение ЭКГ
- Политопная желудочковая ЭС, желудочковые «триплеты», суправентрикулярные тахикардии, AV блокады и брадиаритмии
- Появление внутрижелудочковых блокад, которые сложно отдифференцировать от желудочкой тахикардии
- Появление выраженной одышки, хрипов в лёгких, утомления, боли и слабости в мышцах ног
- Нарастающая боль в груди
- Повышение САД более 250 мм рт. ст. и/или ДАД более 115 мм рт. ст[3].

А также по мнению отечественных авторов
 к относительным противопоказаниям следует отнести
- Отсутствие адекватного прироста САД начиная с 3 ступени нагрузки
- Учащение или появление экстрасистолии с частотой 1:10 и чаще, а также появление парной желудочковой ЭС
- Достижение расчётной максимальной или субмаксимальной ЧСС
- Осторожность врача

## Восстановительный период
Снижение нагрузки нужно производить постепенно для предотвращения ваготонических реакций в виде значительного снижения АД и брадикардии — вращение педалей при отсутствии сопротивления должно производится в течение 40-60 секунд после окончание теста.
Постнагрузочное наблюдение должно продолжаться в течение 6-8 минут, если же за это время показатели АД, ЧСС и ЭКГ не вернулись к исходным значениям, то — до их нормализации.
Однако при наблюдении за пациентом в положении лёжа, то, в случае паталогической реакции на нагрузку в 85 % в течение 4 — 5 минут эти изменения появляются. Поэтому лучше, если в восстановительном периоде больной будет сидеть.

## Интерпретация полученных результатов
- Патологические изменения АД и общего состояния больного описаны в разделе «критерии прекращения нагрузки». Рассмотрим изменения ЧСС и ЭКГ.
- Изменения ЧСС:

Сравнительно высокая ЧСС на фоне сумбаксимальной нагрузки или в восстановительном периоде может быть следствием детренированности, длительного постельного режима, анемии, метаболических нарушений, а также в ранние сроки после ИМ и хирургического вмешательства на коронарных сосудах.

Сравнительно низкая ЧСС при проведении субмаксимального теста может быть при хорошей физической подготовке, как результат действия лекарств.
- Изменения ЭКГ: появление депрессии или элевации (подъёма) сегмента ST

Современные принципы интерпретации ЭКГ:
- Депрессия сегмента ST при ишемии обычно возникает в боковых отведениях (I,V4-V6)
- При наличии зубцов Q изменения могут быть лишь в отдельных отведениях, например в II и в V2
- Одновременные изменения в нижних и боковых отведения свидетельствуют о тяжелой ишемии
- Изолированные в нижних и передних отведениях часто оказываются ложными
- По отведениям, в которых возникает депрессия ST нельзя судить о локализации ишемии
- Депрессия сегмента ST без стенокардии указывает на нетяжелое поражение коронарных артерий и низкий риск осложнений
- Депрессия сегмента ST не имеет клинического значения при блокаде левой ножки пучка Гиса, приёме сердечных гликозидов, после коронарного шунтирования, после ИМ с патологическими зубцами Q, при гипертрофии ЛЖ, синдроме WPW, желудочковой электрокардиостимуляции.
- Подъём ST в отведениях, где есть патологические зубцы Q, указывает на ИМ или аневризму ЛЖ
- Подъём ST в отведениях, где нет патологических зубцов Q, указывает на трансмуральную ишемию соответствующей области

На неблагоприятный прогноз указывают:
- Падение САД во время нагрузки ниже исходного уровня
- Стенокардия, ограничивающая физическую нагрузку
- Косонисходящая депрессия сегмента ST, особенно в восстановительном периоде
- Стойкая депрессия сегмента ST в восстановительном периоде

Проба считается неинформативной, если ЧСС не достигло порога субмаксимальной ЧСС и при этом не было выявлено ишемических изменений ЭКГ, а также при исходных изменениях на ЭКГ, затрудняющих интерпретацию изменений сегмента ST.

## Коррекция лечения по результатам нагрузочного теста
Тест может быть использован для титрования доз кардиотропных препаратов до желаемого уровня, для чего используют парные пробы. Обе части теста проводятся в один день. Первая часть проводится на фоне отмены терапии. После прекращения теста по ЭКГ или клиническим критериям, больной принимает исследуемый препарат и на фоне его максимального действия проводится вторая часть пробы в том же режиме. Разовая доза медикамента считается эффективной, если после её приёма время до появления критериев прекращения пробы (снижения сегмента ST или появления приступа стенокардии) увеличилось на 2 минуты и более.

## Осложнения
Встречаются редко, чаще у больных ИБС (сердечно-сосудистые осложнения).
- Сердечно-сосудистые осложнения:острый коронарный синдром, остановка кровообращения, аритмии: мерцательная аритмия, желудочковая тахикардия, фибрилляция желудочков, нарушения проводимости, сердечная недостаточность, разрыв аневризмы аорты, артериальная гипо и гипертония.
- Легочные осложнения: бронхоспазм (при бронхиальной астме физического усилия),пневмоторакс, анафилактические реакции физического усилия, обострения хронических легочных заболеваний.
- Желудочно-кишечные осложнения: рвота, боли в животе, понос
- Неврологические осложнения: головокружения, обмороки, инсульты
- Осложнения со стороны опорно-двигательного аппарата